# Pastora RMX ED
Pastora RMX ED es el cuarto disco del grupo español Pastora, producido por Carlos Cárcamo y Caïm Riba. En todo el álbum dominan los sonidos propios del techno pop y del pop electrónico. Y es que este álbum no es más que un recopilatorio de remixes de los grandes éxitos del grupo y otras canciones menos conocidas.

## Lista de canciones
1. Cuánta vida
2. Una mañana
3. Invasión
4. Grandes despedidas
5. Me tienes contenta
6. Mirona
7. Cósmica
8. 1000 kilómetros
9. Runner (llegarán tiempos mejores)
10. Lunes
11. BONUSTRACK: Lola (acústico)

## Sencillos y vídeos musicales
Sencillos:
1. "Una mañana RMX ED" (2009).

Vídeos musicales:
1. "Una mañana RMX ED".